# Yana Shemiákina
Yana Volodymyrivna Shemiákina –en ucraniano, Яна Володимирівна Шемякіна– (Lvov, 5 de enero de 1986) es una deportista ucraniana que compite en esgrima, especialista en la modalidad de espada.
Participó en tres Juegos Olímpicos de Verano, entre los años 2008 y 2016, obteniendo una medalla de oro en Londres 2012, en la prueba individual, y el octavo en Río de Janeiro 2016, en la prueba por equipos.
Ganó dos medallas de bronce en el Campeonato Mundial de Esgrima, en los años 2014 y 2015, y cuatro medallas en el Campeonato Europeo de Esgrima entre los años 2005 y 2022.

## Palmarés internacional
| Juegos Olímpicos   | Juegos Olímpicos       | Juegos Olímpicos  | Juegos Olímpicos   |
| Año                | Lugar                  | Medalla           | Prueba             |
| ------------------ | ---------------------- | ----------------- | ------------------ |
| 2012               | Londres (Reino Unido)  | Medalla de oro    | Espada individual  |
| Campeonato Mundial |                        |                   |                    |
| Año                | Lugar                  | Medalla           | Prueba             |
| 2014               | Kazán (Rusia)          | Medalla de bronce | Espada individual  |
| 2015               | Moscú (Rusia)          | Medalla de bronce | Espada por equipos |
| Campeonato Europeo |                        |                   |                    |
| Año                | Lugar                  | Medalla           | Prueba             |
| 2005               | Zalaegerszeg (Hungría) | Medalla de oro    | Espada individual  |
| 2005               | Zalaegerszeg (Hungría) | Medalla de bronce | Espada por equipos |
| 2009               | Plovdiv (Bulgaria)     | Medalla de bronce | Espada individual  |
| 2022               | Antalya (Turquía)      | Medalla de bronce | Espada por equipos |